# جوبی مکانوف
جوبی مکانوف (انگلیسی: Jobi McAnuff؛ زادهٔ ۹ نوامبر ۱۹۸۱) بازیکن فوتبال اهل بریتانیا است.
از باشگاه‌هایی که در آن بازی کرده‌است می‌توان به باشگاه فوتبال ریدینگ، باشگاه فوتبال واتفورد، باشگاه فوتبال وستهام یونایتد، باشگاه فوتبال ویمبلدون، باشگاه فوتبال کریستال پالاس، باشگاه فوتبال لیتون اورینت و باشگاه فوتبال کاردیف سیتی اشاره کرد.
وی همچنین در تیم‌های ملی فوتبال جامائیکا بازی کرده‌است.